# Oncología quirúrgica
La oncología quirúrgica es la especialidad médica, la primera de las especialidades dedicada al tratamiento del cáncer, que utiliza la extirpación del tumor y de los tejidos circundantes durante una operación quirúrgica, a diferencia de la oncología médica, especialidad dedicada al diagnóstico y tratamiento del enfermo con cáncer con quimioterapia, terapia  con hormonas y otros medicamentos, y de la radiooncología o oncología radioterápica, que usa la radioterapia para tratar esta enfermedad.

### Otros artículos
- Oncología
- Oncología médica
- Oncología radioterápica
- Cáncer

- Datos: Q55964512